# Murray Hill Tunnel

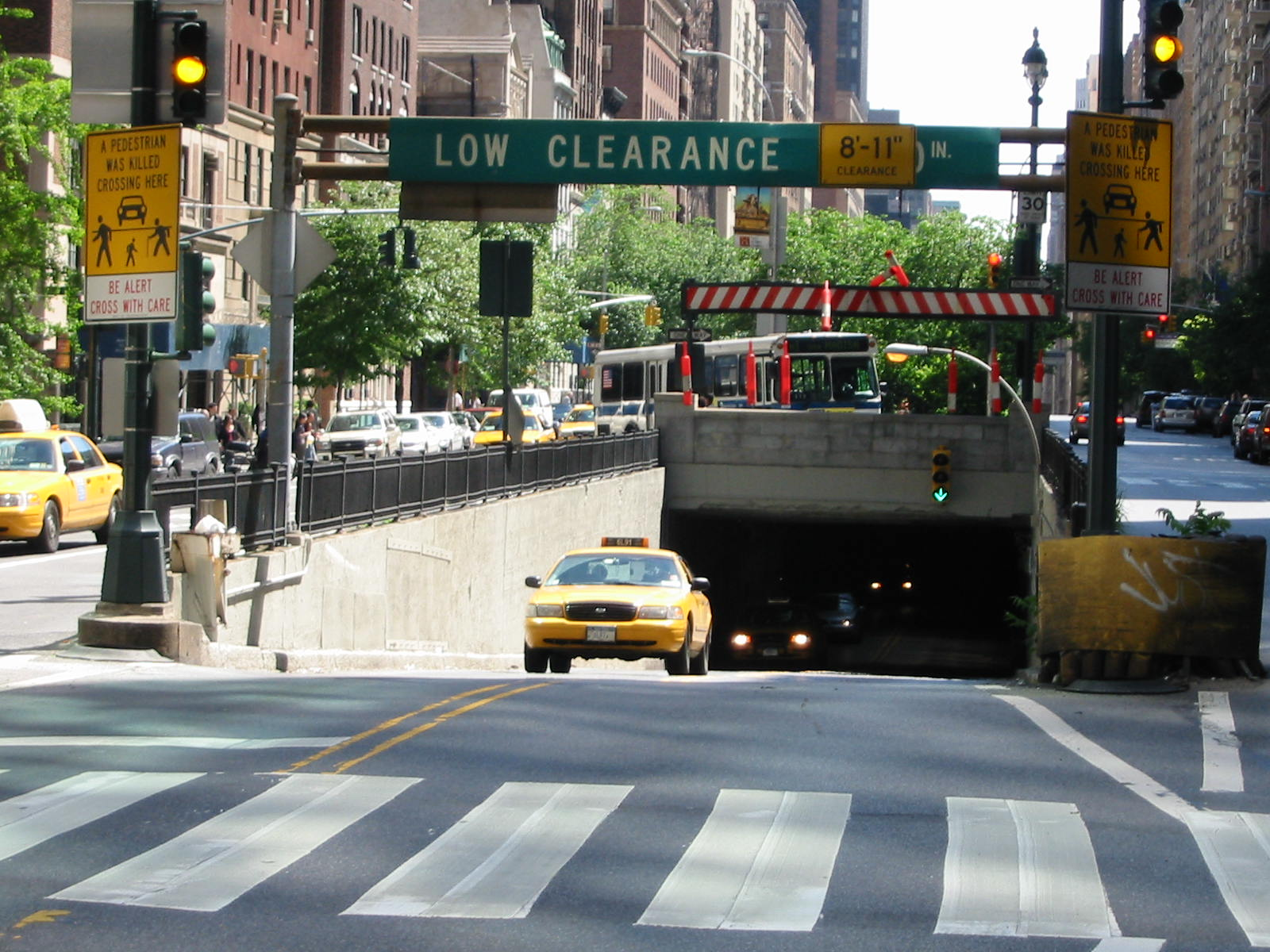
Noordzijde van de tunnel

De Murray Hill Tunnel (vaak ook Park Avenue Tunnel) is een Amerikaanse verkeerstunnel in New York. 

## Kenmerken
De 488 m lange enkelrichtingstunnel met een enkele rijstrook heeft een maximale hoogte van 2,72 meter. Deze loopt van zuid naar noord onder Park Avenue over een afstand van zeven blokken, van East 33rd Street naar East 40th Street in Manhattan en komt terug bovengronds net ten zuiden van station Grand Central Terminal. 

## Geschiedenis
Ooit liep er de New York en Harlem Railroad doorheen en later de tram van hetzelfde bedrijf; tegenwoordig is het een verkeerstunnel. Vanwege de bouw van het Grand Central Terminal en het verwijderen van de rails, is de noordkant van de tunnel opnieuw aangelegd, alleen een stuk steiler.
De tunnel was van oudsher gebouwd als een open verlaging in de oppervlakte. In 1834 was de aanleg voltooid. In 1850 kreeg de de tunnelbak een dak, gemaakt van granieten bielsen van de originele spoorweg bij Yorkville (85th Street).